# 459
Cette page concerne l'année 459  du calendrier julien. Pour l'année 459 av. J.-C., voir 459 av. J.-C. Pour le nombre 459, voir 459 (nombre).
L'année 459 est une année commune qui commence un jeudi.

## Événements
- 1er janvier : le patrice Ricimer est nommé consul en Occident[1].

- Début du règne de Pérôz, roi de Perse (fin en 484). Révolté, il prend le pouvoir sur son frère Ormizd III[2].
- Le roi des Ostrogoths Valamer attaque les Sadagars, peuple parent des Huns resté en Pannonie. Les fils d'Attila, Dengitzic et Ernac, réunissent les chefs de tribus hunniques (Ultzindur, Burtugur, Bittugur, Angiskir, Bardor ou Bardar), et assiègent Bassiana, la capitale des Goths. Valamer parvient à les repousser[3].

- Rémi devient évêque de Reims[4].

## Décès en 459
- 2 septembre : Siméon le Stylite dit Siméon l'Ancien.